# Cantó de Chantilly
Chantilly és un cantó francès amb capital a Chantilly al districte de Senlis (departament de l'Oise). Agrupa sis municipis.

## Municipis
| Municipi      | Població* | Codi postal | Codi INSEE |
| ------------- | --------- | ----------- | ---------- |
| Apremont      | 813       | 60300       | 60022      |
| Chantilly     | 10 902    | 60500       | 60141      |
| Coye-la-Forêt | 3 516     | 60580       | 60172      |
| Gouvieux      | 9 406     | 60270       | 60282      |
| Lamorlaye     | 8 101     | 60260       | 60346      |
| Saint-Maximin | 2 399     | 60740       | 60589      |

* Dades del 1999

## Història
| Data d'elecció                           | Identitat        | Partit         | Qualitat |
| ---------------------------------------- | ---------------- | -------------- | -------- |
| 1973-1985                                | François Prader  | RI després dvd |          |
| 1985-1998                                | Jacques Rimbert  | RPR            | Manyà    |
| 2001-…                                   | Patrice Marchand | UMP            |          |
| les dades anteriors no són pas conegudes |                  |                |          |